# Presidentiële verkiezingen in Kenia
In Kenia worden sinds 1920 nationale verkiezingen gehouden. Kenia kent een presidentieel systeem. 

## Overzicht
(Deze lijst is onvolledig)
- Keniaanse presidentsverkiezingen van 1978 - noodzakelijk na overlijden van president Kenyatta
- Keniaanse presidentsverkiezingen van 26 oktober 2017 - herstemming
- Keniaanse presidentsverkiezingen van 2022